# INX (grupo)
INX (hangul: 인엑스) foi um grupo masculino sul-coreano formado pela Na Entertainment em 2016. O grupo era composto por cinco integrantes: Junyoung, Sangho, Bonkuk, Jinam e Win. Sua estreia ocorreu em 2 de agosto de 2016 com o lançamento do single "Alright".

## História

### Pré-estreia
INX realizou uma série de atividades promocionais antes de sua estreia através da afreeca TV da China. Originalmente, o grupo foi programado para estrear em 2015 com quatro integrantes.

### 2016–2017: Estreia e2GETEHER
INX realizou sua estreia em 2 de agosto de 2016 com o single "Alright". Promoveu-se em vários programas de música na Coreia, além de ter realizado showcases no Japão e Taiwan e participaram de um evento de moda no Vietnã, onde desfilaram e performaram.
Em 4 de abril de 2017, INX realizou seu retorno ao cenário musical com o single "2GETHER". A faixa-título homônima mostrou uma imagem diferente do grupo, com um clipe mais suave e romântico.
Em 30 de novembro do mesmo ano, foi informado pela empresa que o grupo tinha dado disband em silêncio. 

## Integrantes
- Junyong (hangul: 준용), nascido Lee Jun-yong (hangul: 이준용) em 1 de março de 1995 (30 anos).
- Sangho (hangul: 상호), nascido Lee Sang-ho (hangul: 이상호) em 6 de abril de 1995 (29 anos). É o líder do grupo.
- Bonkuk (hangul: 본국), nascido Gu Bon-kuk (hangul: 구본국) em 10 de maio de 1995 (29 anos).
- Jinam (hangul: 지남), nascido Kim Ji-wong (hangul: 김지웅) em 14 de dezembro de 1998 (26 anos).
- Win (hangul: 윈), nascido Han Jae-eun (hangul: 한재운) em 28 de setembro de 1999 (25 anos). Ele é o maknae do grupo.[nota 1]

## Discografia

### Singles
| Título                                                                                   | Ano  | Melhores posições nas paradas | Álbum                |
| Título                                                                                   | Ano  | KOR                           | Álbum                |
| ---------------------------------------------------------------------------------------- | ---- | ----------------------------- | -------------------- |
| (오나) "Alright"                                                                         | 2016 | —                             | Lançamento sem álbum |
| "2GETHER"                                                                                | 2017 | —                             | Lançamento sem álbum |
| "—" indica lançamentos que não figuraram nas paradas ou não foram lançados nessa região. |      |                               |                      |

## Videografia

### Videoclipes
| Ano  | Videoclipe | Álbum                |
| ---- | ---------- | -------------------- |
| 2016 | "Alright"  | Lançamento sem álbum |
| 2017 | "2gether"  | Lançamento sem álbum |

## Filmografia

### Drama de televisão
| Ano  | Show                   | Canal | Papel | Episódio                |
| ---- | ---------------------- | ----- | ----- | ----------------------- |
| 2017 | The Liar and His Lover | TVN   | INX   | Ep. 6 Aparição especial |